# Gibocercus (Gibocercus) peruvianus
Gibocercus (Gibocercus) peruvianus is een insectensoort uit de familie Archembiidae, die tot de orde webspinners (Embioptera) behoort. De soort komt voor in Peru.
Gibocercus (Gibocercus) peruvianus is voor het eerst wetenschappelijk beschreven door Ross in 2001.